# Жари (Лодзинське воєводство)
Жари (пол. Żary) — село в Польщі, у гміні Жонсня Паєнчанського повіту Лодзинського воєводства.
Населення — 134 особи (2011).
У 1975-1998 роках село належало до Пйотрковського воєводства.

## Демографія
Демографічна структура станом на 31 березня 2011 року:
|          | Загалом | Допрацездатний вік | Працездатний вік | Постпрацездатний вік |
| -------- | ------- | ------------------ | ---------------- | -------------------- |
| Чоловіки | 72      | 15                 | 49               | 8                    |
| Жінки    | 62      | 13                 | 39               | 10                   |
| Разом    | 134     | 28                 | 88               | 18                   |